# Heinrich Balemann (Ratsherr, 1580)
Heinrich Balemann (* 1580 in Lübeck; † 14. Dezember 1645 ebenda) war Ratsherr der Hansestadt Lübeck.

## Leben
Heinrich Balemann, Sohn des Hinrich Balemann der 1602 sein Testament machte und seiner Frau Anna N.N., studierte 1598 an der Universität Rostock Rechtswissenschaften. Er heiratete am 22. Mai 1606 Geseke Ritter (Ridder) jüngste Tochter des Lübecker Kauf- und Handelsmanns Albert Ritter. 1628 wurde Heinrich in den Rat der Stadt gewählt. Er ist der erste Lübecker Ratsherr der Familie Balemann.
Von seinen Söhnen studierte Heinrich ebenfalls Rechtswissenschaft in Rostock und wurde 1639 Ratssekretär in Lübeck sowie 1649 Protonotar; er verstarb 1656. Albert (auch Albrecht) studierte Theologie in Rostock und erhielt 1643 eine Predigerstelle an der Lübecker Marienkirche und wurde 1668 dort Pastor; er verstarb 1672. Sein Pastorenporträt in der Marienkirche wurde 1942 beim Brand zerstört.
Der Enkel Heinrich Balemann (1643–1693), Sohn des Protonotars Heinrich, wurde ebenfalls Lübecker Ratsherr. Der Urenkel Heinrich Balemann und auch dessen Sohn Heinrich Diedrich Balemann wurden Lübecker Bürgermeister.